# Señales de tráfico de estacionamiento
Las señales de tráfico de estacionamiento son aquellas que indican en qué lugar no se puede estacionar o aparcar el vehículo y en qué lugar puede hacerse.

## América

### IBEROAMÉRICA
| Mayor parte de América Latina           | Mayor parte de América Latina             | Mayor parte de América Latina | Mayor parte de América Latina | Mayor parte de América Latina                       |
| --------------------------------------- | ----------------------------------------- | ----------------------------- | ----------------------------- | --------------------------------------------------- |
| (Mayor parte de Latinoamérica) (México) | Prohibición de parada y estacionamiento   |                               |                               | Prohibición de estacionamiento                      |
| (Argentina) (Brasil y México) (Ecuador) | Lugar para estacionamiento de uso general |                               |                               | Lugar para estacionamiento reservado a minusválidos |

### América anglosajona
| América anglosajona                                 | América anglosajona                       | América anglosajona | América anglosajona | América anglosajona                                 |
| --------------------------------------------------- | ----------------------------------------- | ------------------- | ------------------- | --------------------------------------------------- |
| (Estados Unidos) (Filadelfia) (Nueva York) (Canadá) | Prohibición de parada y estacionamiento   |                     |                     | Prohibición de estacionamiento                      |
| (Estados Unidos) (Canadá)                           | Lugar para estacionamiento de uso general |                     |                     | Lugar para estacionamiento reservado a minusválidos |

## Europa
Estas señales son redondas de color azul con borde rojo y una o dos líneas rojas en diagonal, o bien cuadradas o rectangulares de color azul. Las redondas indican prohibición y las cuadradas o rectangulares son informativas.
El cuadro siguiente muestra las señales de estacionamiento más comunes, pero no todas las que existen.
| Mayor parte de Europa                  | Mayor parte de Europa                   | Mayor parte de Europa                  | Mayor parte de Europa                  | Mayor parte de Europa |
| 6. Señales de estacionamiento (España) | 6. Señales de estacionamiento (España)  | 6. Señales de estacionamiento (España) | 6. Señales de estacionamiento (España) | 6. Señales de estacionamiento (España) |
| -------------------------------------- | --------------------------------------- | -------------------------------------- | -------------------------------------- | --- |
|                                        | Prohibición de parada y estacionamiento |                                        |                                        | Prohibición de estacionamiento |
|                                        | Lugar para aparcamiento de uso general  |                                        |                                        | Lugar para aparcamiento reservado a minusválidos (ERROR), Esta señal de tráfico no está recogida en el anexo I del RGC (Reglamento General de Circulación), por lo que no puede sancionarse basándose en la misma. Este es un error generalizado. Los titulares de las vías adquieren las señales basándose en catálogos de empresas fabricantes y no en el RGC, de ahí el error. Si bien el uso de pictogramas es más efectivo, ni el pictograma está homologado y reconocido por tráfico y esta señal existe, por lo que como hemos indicado anteriormente, no se puede sancionar amparándose en una señal inexistente. |